# Битва под Фокшанами (1653)

Река Милков, место битвы

Би́тва под Фокша́нами — сражение между казацкими и молдавскими войсками с одной стороны и валашскими войсками с другой 22 мая 1653 года в ходе Сучавской кампании Тимоша Хмельницкого. Битве предшествовало отступление сил Георгия Стефана, противника Тимоша Хмельницкого и Василе Лупу, в Валахию. Преследуя его, казаки и молдавские войска заняли и сожгли Фокшаны, выйдя к реке Милков. Там они столкнулись с валашским отрядом Дику Буеску.
Битва началась 22 мая, местом ведения военных действий стали оба берега реки Милков. В ходе сражения позиции обеих сторон неоднократно переходили из рук в руки, пока не началось наступление молдавской пехоты на левом берегу реки и казацкой кавалерии на правом. Это позволило переправить казацкие войска через реку, продолжив преследование Георгицы.